# Carl Larsen
Carl Otto Laurits Larsen (-Branning) (Fårevejle, 1886. június 3. – Frederiksværk, 1962. december 4.) olimpiai ezüstérmes dán tornász.
Az 1912. évi nyári olimpiai játékokon indult tornában és a svéd rendszerű csapat összetettben ezüstérmes lett.
Klubcsapata a Skytterforeningernes Hold volt.